# Martín Satriano
Martín Adrián Satriano Costa, noto semplicemente come Martín Satriano (Montevideo, 20 febbraio 2001), è un calciatore uruguaiano, attaccante del Lens.

## Biografia
Nato in Uruguay, ha origini italiane, precisamente di Tito, in Basilicata. Suo padre Gerardo (soprannominato El Bocha) è un ex calciatore, molto conosciuto in patria negli anni ottanta per i suoi trascorsi al Club Atlético Bella Vista.

## Caratteristiche tecniche
Di ruolo centravanti, dopo avere iniziato la carriera come trequartista, può giocare anche da seconda punta. Di piede destro, se la cava bene anche con il sinistro. Dispone anche di buona fisicità (anche grazie ai suoi 187 cm di altezza), tecnica e fiuto del gol, tanto da essere pericoloso anche dalla lunga distanza, oltre a essere bravo anche come rifinitore. Si distingue anche per la personalità da leader con cui gioca.
Considerato uno dei maggiori talenti del calcio uruguagio, per via delle sue caratteristiche è stato paragonato a Luis Suárez, suo idolo, e Zlatan Ibrahimović. Inoltre, altre sue fonti d'ispirazione sono Ronaldinho e Riquelme.

## Carriera

### Club

#### Inizi e Inter
Cresciuto nel settore giovanile del Nacional, gioca anche alcune partite amichevoli con la prima squadra prima di venire ceduto a titolo definitivo all'Inter il 31 gennaio 2020. Nella metà della stagione 2019-2020 totalizza quattro partite e un gol nel campionato Primavera e due presenze in UEFA Youth League. Nella stagione successiva segna 14 gol in 30 partite stagionali con la formazione Primavera. Nella stagione 2020-2021 viene inserito nel miglior undici del campionato Primavera.
Dopo aver ricevuto alcune convocazioni durante la gestione di Antonio Conte (la prima ricevuta nell'ottobre 2020 contro il Milan), nell'estate 2021 svolge la preparazione estiva con la prima squadra agli ordini del nuovo mister Simone Inzaghi, ed il 21 agosto debutta in Serie A nel match vinto 4-0 contro il Genoa, subentrando ad Hakan Çalhanoğlu. Il 12 gennaio 2022, pur non giocando, vince il suo primo trofeo con l'Inter, la Supercoppa italiana, battendo per 2-1 la Juventus dopo i tempi supplementari.

#### Prestiti a Brest, Empoli e Lens
Il 17 gennaio 2022 viene ceduto in prestito al Brest. Fa il suo esordio in Ligue 1 con la nuova maglia il 22 gennaio nella gara contro il Lille entrando nei minuti finali, mentre il 13 febbraio realizza le prime due reti da professionista nella partita contro il Troyes. In tutto sono quattro i gol segnati in 15 incontri di Ligue 1.
Il 4 luglio 2022 viene ceduto in prestito all'Empoli. Il 5 settembre seguente segna la sua prima rete con i toscani, nonché prima in serie A, nella partita in casa della Salernitana, pareggiata per 2-2. Segna poi un'altra rete contro il Monza concludendo il campionato con 30 presenze.
Il 14 luglio 2023, Satriano fa ritorno al Brest, sempre con la formula del prestito annuale. Con 4 gol messi a segno in 33 partite contribuisce alla storica qualificazione in Champions dei bretoni.
A fine stagione fa ritorno all’Inter prendendo parte al ritiro estivo dei nerazzurri (pur non scendendo mai in campo per infortunio), per poi essere ceduto il 23 agosto 2024 al Lens in prestito in cambio di un milione di euro con obbligo di riscatto a 5 milioni in caso di salvezza del club francese oltre al 20% sulla futura rivendita. Tuttavia il 28 settembre seguente, in occasione del pareggio per 0-0 contro il Nizza, riporta la rottura del legamento crociato anteriore del ginocchio sinistro che lo costringe a un lungo stop.

### Nazionale
Dopo avere rifiutato una convocazione dall'Italia nel 2021, il 7 gennaio 2022 viene convocato per la prima volta dall'Uruguay.
Debutta quindi con la Celeste il 27 settembre dello stesso anno nella gara amichevole vinta 2-0 contro il Canada.
Nell'ottobre del 2022, viene inserito dal CT Diego Alonso nella lista dei pre-convocati per i Mondiali di calcio in Qatar, non venendo però incluso nella lista finale.

## Statistiche
Statistiche aggiornate al 23 agosto 2024.

### Presenze e reti nei club
| Stagione        | Squadra         | Campionato      | Campionato | Campionato | Coppe nazionali | Coppe nazionali | Coppe nazionali | Coppe continentali | Coppe continentali | Coppe continentali | Altre coppe | Altre coppe | Altre coppe | Totale | Totale | Totale |
| Stagione        | Squadra         | Comp            | Pres       | Reti       | Comp            | Pres            | Reti            | Comp               | Pres               | Reti               | Comp        | Pres        | Reti        | Pres   | Reti   |        |
| --------------- | --------------- | --------------- | ---------- | ---------- | --------------- | --------------- | --------------- | ------------------ | ------------------ | ------------------ | ----------- | ----------- | ----------- | ------ | ------ | ------ |
| 2021-gen. 2022  | Inter           | A               | 4          | 0          | CI              | 0               | 0               | UCL                | 0                  | 0                  | -           | -           | -           | 4      | 0      |        |
| gen.-giu. 2022  | Brest           | L1              | 15         | 4          | CF              | 1               | 0               | -                  | -                  | -                  | -           | -           | -           | 16     | 4      |        |
| 2022-2023       | Empoli          | A               | 30         | 2          | CI              | 1               | 0               | -                  | -                  | -                  | -           | -           | -           | 31     | 2      |        |
| 2023-2024       | Brest           | L1              | 33         | 4          | CF              | 3               | 1               | -                  | -                  | -                  | -           | -           | -           | 36     | 5      |        |
| Totale Brest    | Totale Brest    | Totale Brest    | 48         | 8          |                 | 4               | 2               |                    | -                  | -                  |             | -           | -           | 52     | 10     |        |
| 2024-2025       | Lens            | L1              | 4          | 0          | CF              | 0               | 0               | UECL               | 0                  | 0                  | -           | -           | -           | 4      | 0      |        |
| Totale carriera | Totale carriera | Totale carriera | 86         | 10         |                 | 5               | 2               |                    | 0                  | 0                  |             | -           | -           | 91     | 12     |        |

### Cronologia presenze e reti in nazionale
| Cronologia completa delle presenze e delle reti in nazionale ― Uruguay | Cronologia completa delle presenze e delle reti in nazionale ― Uruguay | Cronologia completa delle presenze e delle reti in nazionale ― Uruguay | Cronologia completa delle presenze e delle reti in nazionale ― Uruguay | Cronologia completa delle presenze e delle reti in nazionale ― Uruguay | Cronologia completa delle presenze e delle reti in nazionale ― Uruguay | Cronologia completa delle presenze e delle reti in nazionale ― Uruguay | Cronologia completa delle presenze e delle reti in nazionale ― Uruguay |
| Data                                                                   | Città                                                                  | In casa                                                                | Risultato                                                              | Ospiti                                                                 | Competizione                                                           | Reti                                                                   | Note                                                                   |
| ---------------------------------------------------------------------- | ---------------------------------------------------------------------- | ---------------------------------------------------------------------- | ---------------------------------------------------------------------- | ---------------------------------------------------------------------- | ---------------------------------------------------------------------- | ---------------------------------------------------------------------- | ---------------------------------------------------------------------- |
| 27-9-2022                                                              | Bratislava                                                             | Canada                                                                 | 0 – 2                                                                  | Uruguay                                                                | Amichevole                                                             | -                                                                      | 71’                                                                    |
| Totale                                                                 |                                                                        | Presenze                                                               | 1                                                                      |                                                                        | Reti                                                                   | 0                                                                      |                                                                        |

## Palmarès

### Club

#### Competizioni nazionali
- Supercoppa italiana: 1

Inter: 2021